# Joachim Stegmann
Joachim Stegmann (* 1595 in Potsdam; † 1633 in Klausenburg) war ein deutscher Mathematiker und unitarischer Theologe.

## Leben und Wirken
Stegmann stammte aus Potsdam und wirkte zunächst als evangelisch-lutherischer Pfarrer zu Fahrland in Brandenburg, begann sich jedoch offen für antitrinitarische und sozinianische Positionen auszusprechen, was 1626 zu seiner Entlassung führte. Er fand anschließend eine Anstellung als Pfarrer an der reformierten Peterskirche in Danzig, wurde aber auch hier wegen seiner antitrinitarischen Einstellungen abgesetzt, woraufhin er den Posten als Rektor der Rakauer Akademie der Polnischen Brüder in Rakau übernehmen konnte. Diese Position behielt er bis 1631, als er ins siebenbürgische Klausenburg übersiedelte, um dort als Pfarrer für den ungarischen Teil der dortigen unitarischen Gemeinde zu wirken. Bereits zwei Jahre nach seiner Ankunft starb Stegemann in Klausenburg. Sein Sohn, Joachim Stegmann jun., beerbte ihn später als unitarischer Prediger in Klausenburg.
Stegmann verfasste mehrere theologische und religionsphilosophische Schriften und setzte sich sowohl mit katholischen als auch den traditionell protestantischen Positionen auseinander. Zu seinen Hauptschriften zählen die Streitschriften gegen den lutherischen Prediger Johann Botsack in Danzig. Er argumentierte, dass Fragen des Glaubens in Übereinstimmung mit Logik und Verstand beantwortet werden müssen. Im Jahr 1630 übersetzte Stegmann zusammen mit Johannes Crellius das Rakauische Neue Testament ins Deutsche. Neben seinen theologischen Abhandlungen verfasste er auch ein Lehrbuch zum Erlernen von Mathematik und Geometrie.

## Werke (Auswahl)
- Radius Mathematicus, Oder Erklärunge und Gebrauch deß Mathematischen Marchierstabs, 1626
- Brevis disquisitio an et quo mado vulgo dicti Evangelici Pontificios, ac nominatim Val. Magni de Acatholicorum credendi regula judicium solide atque evidenter refutare queant., Eleutheropoli (Amsterdam) 1633 (Englische Übersetzung London 1653)
- Kennzeichen Der falschen Lehrer/ dabey man abnehmen kan/ welche die seyn/ die den Herren Jesum verleugnen, 1637
- De usu rationis in rebus sacris